# Cornelis Ysaac Bloys van Treslong
Cornelis Ysaac Bloys van Treslong (Steenbergen, 13 augustus 1763 - Den Haag, 19 juli 1828) was een Nederlands marineofficier.

## Levensloop
Cornelis Ysaac Bloys van Treslong werd op 13 augustus 1763 geboren te Steenbergen en koos net als meer leden van de familie Bloys van Treslong voor de marine. In 1781 diende hij als luitenant-ter-zee op het schip "Castor" onder Pieter Melvill van Carnbee. Op 29 mei van dat jaar raakte hij gewond tijdens een gevecht met een Engels eskader in de nabijheid van Gibraltar. In 1786 werd hij benoemd tot kapitein onder de Admiraliteit van de Maas. Bloys van Treslong nam in 1795 deel aan de verovering van Hellevoetsluis op de Engelsen. In 1807 werd hij geslagen tot ridder in de Orde van de Unie en in 1816 in de adelstand verheven. Bloys van Treslong overleed op 19 juli 1828 te 's-Gravenhage.